# 김영 (희극인)
김영(본명 : 김중오, 1982년 10월 19일 ~ )은 대한민국의 개그맨이다.

## 경력
경상남도 양산 출신인 그는 2002년 연극배우 첫 데뷔한 다음 2005년 SBS 8기 공채 개그맨 정식 데뷔하였다.

## 학력
- 부산정보대학교 패션연출디자인과

## 출연작

### 방송
- SBS 웃찾사 시즌 2
- SBS 개그투나잇
- MBN 개그공화국
- SBS 웃찾사 시즌 1